# Jiang Wenwen
Jiang Wenwen –en chino, 蒋文文– (Chengdu, 25 de septiembre de 1986) es una deportista China que compitió en natación sincronizada.
Participó en dos Juegos Olímpicos de Verano en los años 2008 y 2012, obteniendo dos medallas, plata en Pekín 2008 y bronce en Londres 2012. Ganó doce medallas en el Campeonato Mundial de Natación entre los años 2009 y 2017.

## Palmarés internacional
| Juegos Olímpicos   | Juegos Olímpicos      | Juegos Olímpicos  | Juegos Olímpicos  |
| Año                | Lugar                 | Medalla           | Prueba            |
| ------------------ | --------------------- | ----------------- | ----------------- |
| 2008               | Pekín (China)         | Medalla de plata  | Equipo            |
| 2012               | Londres (Reino Unido) | Medalla de bronce | Equipo            |
| Campeonato Mundial |                       |                   |                   |
| Año                | Lugar                 | Medalla           | Prueba            |
| 2009               | Roma (Italia)         | Medalla de plata  | Combinación libre |
| 2009               | Roma (Italia)         | Medalla de bronce | Dúo técnico       |
| 2009               | Roma (Italia)         | Medalla de bronce | Dúo libre         |
| 2009               | Roma (Italia)         | Medalla de bronce | Equipo técnico    |
| 2009               | Roma (Italia)         | Medalla de bronce | Equipo libre      |
| 2011               | Shanghái (China)      | Medalla de plata  | Dúo libre         |
| 2011               | Shanghái (China)      | Medalla de plata  | Equipo técnico    |
| 2011               | Shanghái (China)      | Medalla de plata  | Equipo libre      |
| 2013               | Barcelona (España)    | Medalla de plata  | Dúo técnico       |
| 2013               | Barcelona (España)    | Medalla de plata  | Dúo libre         |
| 2017               | Budapest (Hungría)    | Medalla de plata  | Dúo técnico       |
| 2017               | Budapest (Hungría)    | Medalla de plata  | Dúo libre         |